# Braintree Town
Braintree Town (offiziell: Braintree Town Football Club) – auch bekannt als The Iron – ist ein englischer Fußballverein aus der im Südosten Englands gelegenen Stadt Braintree, Essex. Der 1898 gegründete Verein spielt in der fünftklassigen National League.

## Geschichte
In Braintree wurde bereits ab 1879 organisiert Fußball gespielt, in den Anfangsjahren gelang es aber keinem Verein, sich dauerhaft zu etablieren und 1898 löste sich mit dem Braintree FC bereits der dritte Verein der Stadt wieder auf. Ein Großteil der Spieler wechselte daraufhin zu Manor Works, der Betriebsmannschaft der Crittall Manufacturing Company, einem in Braintree ansässigen Hersteller von Stahlfenstern, von dem der Verein auch seinen bis heute bestehende Spitznamen The Iron hat.
Die Werksmannschaft übernahm 1898 die Paarungen des aufgelösten Klubs Braintree FC in der North Essex League und spielte mit einer kurzen Unterbrechung bis 1928 in der Liga, in der drei Mal die Meisterschaft gewonnen wurde. Parallel dazu bestritt man ab 1911 auch Partien in der Essex & Suffolk Border League, in deren Premier Division man 1925 aufstieg. Bereits 1921 hatte sich der Klub in Crittall Athletic umbenannt, um die Unternehmensverbindung zu verdeutlichen. 1928 wechselte der Verein die Spielklasse und trat die nächsten sieben Spielzeiten in der Spartan League an, 1935 gehörte man zu den Gründungsmitgliedern der Eastern Counties League (ECL) in der man 1936/37 den Meistertitel gewann. Anschließend verließ man die Liga und spielte für eine Saison in der kurzlebigen Essex County League, bevor man 1938 in die ECL zurückkehrte. Nachdem alle Wettbewerbe während des Zweiten Weltkriegs pausierten, trat man 1945 der London League bei, da die ECL erst 1946 wieder den Spielbetrieb aufnahm. Nach einem zweiten Platz in der Eastern Division der London League in der Spielzeit 1945/46, trat der Klub in der Folge in der Premier Division der London League an und erreichte dort mit dem 3. Platz in der Saison 1947/48 seine beste Platzierung.
1952 kehrte man erneut in die ECL zurück und kam wegen der zunehmenden Professionalisierung vieler Klubs in den ersten beiden Spielzeiten nicht über Platzierungen im unteren Tabellendrittel hinaus. Zur Saison 1954/55 führte der Verein das Profitum ein und belegte am Saisonende den sechsten Rang, finanziell endete die Saison aber desaströs und der Klub legte bereits nach einer Saison wieder seinen Profistatus ab und zog sich in die lokalere Essex & Suffolk Border League zurück. Dort platzierte sich der Verein in den folgenden neun Jahren ausschließlich in der oberen Tabellenhälfte und gewann 1959/60 das Double aus Ligameisterschaft und League Cup, 1964 trat man der Greater London League bei, 1966 folgte der Wechsel in die Metropolitan League. Nachdem sich der Verein 1968, in dem Versuch mehr Unterstützung durch die lokale Bevölkerung zu erhalten, in Braintree & Crittall Athletic umbenannt hatte, trat man 1970 wieder der ECL bei.
Mitte der 1970er ging die Unterstützung durch Crittall zunehmend zurück und das seit 1923 genutzte Stadion Cressing Road war zeitweise derart renovierungsbedürftig, dass einige Heimspiele auf nahegelegenen Sportanlagen ausgetragen werden mussten. 1981 wurde die Verbindung zwischen Crittall und dem Verein endgültig gelöst und der Klub trat für eine Saison als Braintree FC an, bevor man 1982 den heutigen Namen Braintree Town annahm. Sportlich ging es in der Folge stetig voran, 1983/84 gewann der Klub den zweiten Meistertitel in der Eastern Counties League, in der folgenden Saison verteidigte man diesen Titel erfolgreich. In den folgenden Jahren gelang zwar keine weitere Meisterschaft, mit vier zweiten Plätzen zwischen 1986 und 1991 gehörte man aber weiterhin zu den Spitzenteams der Liga. 1991 wurde der Verein in die Southern Football League aufgenommen, in deren zweitklassiger South Division man die nächsten fünf Jahre spielte. 1996 beantragte man einen Wechsel in die geografisch günstiger gelegene Isthmian League, musste dort aber in der ligaintern vierten Ebene einsteigen und spielte damit nominell zwei Spielklassen tiefer als in der Southern League. Zwei direkte Aufstiege sorgten dafür, dass man bereits ab 1998 wieder auf derselben Ligaebene spielte, 2001 gelang der Aufstieg in die Premier Division der Isthmian League.
Mit dem Gewinn der Ligameisterschaft 2006 stieg man erstmals in die Conference South auf, in der man bereits in der ersten Spielzeit als Tabellendritter in die Aufstiegs-Play-offs einzog und scheiterte erst im Finale am FC Salisbury City mit 0:1, ein Jahr später erreicht man als Tabellenfünfter nochmals das Play-off-Halbfinale. 2010/11 gelang als Staffelmeister schließlich der erstmalige Aufstieg in die Conference National, der höchsten Spielklasse im englischen Non-League football. Nachdem man sich mehrere Jahre im Tabellenmittelfeld gehalten hatte, gelang in der Saison 2015/16 als Tabellendritter der Einzug in die Play-offs, obwohl die Mannschaft im Gegensatz zu vielen Konkurrenten nur aus Teilzeitprofis bestand. Im Play-off-Halbfinale scheiterte man trotz eines 1:0-Auswärtserfolgs bei Grimsby Town durch eine 0:2-Heimniederlage nach Verlängerung. Nach dieser erfolgreichen Saison verließen eine Vielzahl von Leistungsträgern sowie Trainer Danny Cowley den Klub und als Tabellendrittletzter stand 2017 der Abstieg in die National League South. Dort qualifizierte man sich als Tabellensechster für die Play-offs, setzte sich anschließend gegen Hemel Hempstead Town (3:2 im Elfmeterschießen), den FC Dartford (1:0) und im Finale erneut nach Elfmeterschießen gegen Hampton & Richmond Borough durch und schaffte damit den direkten Wiederaufstieg.
In den landesweiten Pokalwettbewerben gelangen Braintree keine herausragenden Erfolge. An der Qualifikation zum FA Cup nahm man erstmals 1925/26 teil, nach der Saison 1971/72 wurde man für zwölf Jahre vom Wettbewerb ausgeschlossen. In den Jahren nach der Rückkehr im Jahr 1984 erreichte man zwar vier Mal die letzte Qualifikationsrunde, für die erste Hauptrunde qualifizierte man sich aber erstmals in der Spielzeit 2005/06, in der man Shrewsbury Town mit 1:4 unterlag. Von 2012/13 bis 2016/17 gelang weitere fünf Mal die Teilnahme an der Hauptrunde, 2016/17 rückte man nach einem 7:0-Erstrundenerfolg über Eastbourne Borough erstmals in die zweite Runde vor, in der sich der FC Millwall mit 5:2 durchsetzte. Im bis 1974 ausgetragenen FA Amateur Cup, an dem Braintree zwischen 1925 und 1962 regelmäßig teilnahm, gelangen fünf Hauptrundenteilnahmen, einzig in der Saison 1937/38 stand man nach einem 4:2-Erfolg über Tooting & Mitcham United in der zweiten Hauptrunde (1:3 gegen Dulwich Hamlet). Im Nachfolgewettbewerb, der FA Vase, an der man letztmals 1997/98 teilnahm, erreichte man zwei Mal das Achtelfinale (1984/85 0:1 im Wiederholungsspiel gegen FC Collier Row; 1987/88 0:1 gegen Sudbury Town) und auch in der FA Trophy, in der man erstmals 1993/94 startete, war bei den erfolgreichsten Teilnahmen stets im Achtelfinale Schluss.

## Erfolge
- Meister der Conference South: 2010/11
- Sieger der Play-offs der National League South: 2017/18
- Meister der Eastern Counties League: 1936/37, 1983/84, 1984/85
- Meister der Isthmian League Premier Division: 2005/06
- Meister der North Essex League: 1905/06, 1910/11, 1911/12
- Meister der Essex & Suffolk Border League: 1959/60
- Sieger des Essex Senior Cups: 1995/96, 2022/23
- Sieger des League Cups der London League: 1948/49, 1951/52
- Sieger des League Cups der Essex & Suffolk Border League: 1959/60
- Sieger des League Cups der Metropolitan League: 1969/70

## Ligazugehörigkeit
- 1898–1928: North Essex League
- 1911–1928: Essex & Suffolk Border League
- 1928–1935: Spartan League
- 1935–1937: Eastern Counties League
- 1937–1938: Essex County League
- 1938–1939: Eastern Counties League
- 1945–1952: London League
- 1952–1955: Eastern Counties League
- 1955–1964: Essex & Suffolk Border League
- 1964–1966: Greater London League
- 1966–1970: Metropolitan League
- 1970–1991: Eastern Counties League
- 1991–1996: Southern League
- 1996–2006: Isthmian League
- 2006–2011: Conference South
- 2011–2017: Conference National/National League
- 2017–2018: National League South
- 2018–2019: National League
- 2019–2024: National League South
- seit 2024: National League